# Rhizorus adelaidis
Rhizorus adelaidis is een slakkensoort uit de familie van de Rhizoridae. De wetenschappelijke naam van de soort is voor het eerst geldig gepubliceerd in 1810 door Montfort.